# Staden som försvann
Staden som försvann ('Salem's Lot) är en roman av Stephen King från 1975. Det är en närmast stilbildande skräckberättelse med vampyrtema som utspelar sig i den fiktiva småstaden Jerusalem's Lot i New England. Socialrealismen parad med de gotiska övertonerna kan minna om, eller kanske ha inspirerat till, John Ajvide Lindqvists roman Låt den rätte komma in från 2004. Där, liksom i Staden som försvann, återfinns även metadiskussionen om geografins och stadsplaneringens inverkan på emotionell laddning och beteende hos människor. Boken är ett modernt (när den skrevs) återberättande av Dracula. Flera av romanfigurerna är helt baserade på figurer ur Dracula. 
Romanen gavs ut i svensk översättning 1985.
Romanen låg till grund för miniserierna Salem's Lot (1979), Salem's Lot (2004) samt filmen Salem's Lot (2024).

## Koppling till Stephen Kings andra böcker
Karaktären Fader Callahan dyker senare upp som en av huvudpersonerna i den andra halvan av Det Mörka Tornet-böckerna.
Novellerna Jerusalems lott och Snöstormen kan kopplas till boken. 